# Teatro Municipal de Chacao
Teatro Municipal de Chacao es una infraestructura destinada a obras teatrales, espectáculos culturales y conciertos, localizada en la avenida Tamanaco de El Rosal, Municipio Chacao, uno de los 5 que forman el Distrito Metropolitano de Caracas, en Venezuela.
Sus instalaciones son una propiedad pública administrada por el gobierno del Municipio Chacao a través de la «Fundación Cultural Chacao».

## Historia
La obra fue iniciada en 2006 durante la gestión del Alcalde Leopoldo López, y su inauguración prevista para 2008 fue pospuesta de manera indefinida. El alcalde siguiente, Emilio Graterón, continuó las obras y el teatro fue inaugurado el 26 de noviembre de 2011.

## Diseño
Es una obra con un diseño vanguardista, cubierta con detalles de láminas de aluminio y plástico color naranja, en un trabajo elaborado por los arquitectos Juan Andrés Machado y Eric Brewer. Posee 3000 m² y tiene una capacidad para 600 espectadores. Posee salas de ensayo, de usos múltiples, camerinos, depósitos, etc.